# Ahed Tamimi
Ahed Tamimi (Arabisch: عهد التميمي) (31 januari 2001) is een Palestijnse activiste uit het dorp Nabi Saleh op de door Israël bezette Westelijke Jordaanoever. Ze is bekend door haar verzet tegen de militaire bezetting. Op een bekende video uit december 2017 is te zien hoe ze samen met twee andere personen twee Israëlische soldaten probeert te schoppen en slaan. Deze ontwijken de schoppen en slagen, maar reageren verder niet. De aanval kwam  als reactie op het beschieten van haar minderjarige neef door de IDF. Hierbij raakte hij zwaargewond door een rubberkogel in het hoofd. Haar medestanders beschouwen haar als een symbool van het verzet tegen de Israëlische bezetting en een strijdster voor Palestijnse autonomie, terwijl haar tegenstanders zeggen dat haar acties zijn opgezet om Israël in diskrediet te brengen, hetgeen haar familie ontkent.

## Biografie
Ahed werd tijdens de Tweede Intifada geboren in Nabi Saleh, een dorp ten noordwesten van Ramallah. Haar ouders zijn Bassem en Nariman Tamimi, leden van een grote Palestijnse familie die wekelijks protesteren tegen de overname van hun land, hun bron en zwemplaats door kolonisten van de Israëlische nederzetting Halamish.
In augustus 2012 werd Ahed, 11 jaar oud, gefotografeerd toen ze probeerde de arrestatie van haar moeder tegen te houden. Hiervoor kreeg ze felicitaties van Mahmoud Abbas, de president van de Palestijnse Autoriteit.
Ze kreeg meer bekendheid drie jaar later, toen gefilmd werd dat ze een gemaskerde Israëlische soldaat die haar broer oppakte (voor het gooien met stenen) beet en sloeg.

### In Israëlische detentie

#### 2017-2018
Op 19 december 2017, zestien jaar oud, werd Ahed 's nachts gearresteerd en door de Israëlische autoriteiten in detentie genomen; drie dagen nadat ze een soldaat, die het erf van haar huis betrad, probeerde weg te duwen en hem daarbij had geslagen. Een video hiervan ging viraal op het internet. Vanwege haar "blonde haren en westerse kleding" liet Knesset-lid Michael Oren een parlementair onderzoek instellen naar de identiteit van de familie Tamimi. Ook haar nicht Nour werd gearresteerd; en haar moeder Nariman toen ze Ahed wilde bezoeken. Nour mocht na verhoor vrijuit maar de detentie van Ahed, en Nariman (wegens ophitsing), werd tweemaal met vier dagen verlengd.
In Nabi Saleh werden door de Israëlische politie bedreigingen met price tags gevonden met Death penalty for Ahed Tamimi.
Op haar zeventiende verjaardag, 31 januari, kreeg ze honderden felicitaties.
Op 13 februari 2018 verscheen Ahed voor een Israëlische militaire rechtbank in de Ofer Prison. Er werden twaalf aanklachten tegen haar ingediend, teruggaand tot 2016. Daarbij werden journalisten, diplomaten, e.a. geweerd.
Vertegenwoordigers van organisaties in de regio en van de Europese Unie spraken op 12 januari 2018 hun bezorgdheid uit waarbij ze Israël, als bezettingsmacht, op zijn verantwoordelijkheid wezen ten aanzien van Palestijnse minderjarigen en hun rechten. Ze haalden daarbij drie recente, tekenende gevallen aan: Ahed Tamimi, haar doodgeschoten neef Musaab al-Tamimi en Fawzi Muhammad al-Juneidi in Hebron, en voegden eraan toe dat er doorgaans zo'n 300 Palestijnse minderjarigen door Israël in detentie worden gehouden.
De VN, in de persoon van Michael Lynk, riep op 14 februari 2018 Israël op om Ahed Tamimi vrij te laten. Hij verklaarde dat Israël in strijd handelde met de Internationale Conventie over de Rechten van het Kind, die Israël geratificeerd heeft. Hij merkte voorts op dat Israël jaarlijks tussen de 500-700 kinderen vasthoudt en vervolgt.
In de vroege ochtend van maandag 26 februari 2018 werden tien Palestijnen uit Nabi Saleh in hechtenis genomen, onder wie vijf minderjarigen. Daarbij was ook Mohammed Tamimi, de neef van Ahed, die op 18 december door militairen in zijn hoofd was geschoten. Na ondervraging werd Mohammed vrijgelaten, waarna Generaal Yoav Mordechai, Israel's Coordinator of Government Activities in the Territories, op de Arabische Facebookpagina ervan schreef dat Mohammed, in tegenstelling tot wat zijn vader had verklaard, had toegegeven dat zijn hoofdwond veroorzaakt was door een val met zijn fiets. Mohammed zei na zijn vrijlating dat hij dat onder dwang had beaamd.
Ze aanvaardde op 21 maart 2018 een gerechtelijk akkoord waardoor ze acht maanden in de cel zou moeten blijven en kreeg een boete van 1100 euro. Ook haar moeder Nariman kreeg dezelfde straf voor het filmen van de scène. Op 29 juli 2018 werden beiden vrijgelaten. Ahed verklaarde tegenover verslaggevers: "Het verzet zal doorgaan totdat de bezetting is beëindigd". Ze werd door Mahmoud Abbas op zijn kantoor in Ramallah ontvangen en Recep Tayyip Erdoğan prees haar moed tijdens een telefonische felicitatie.

Ahed Tamimi afgebeeld op de Israëlische muur in Bethlehem door graffitikunstenaars

Jorit Agoch en Salvatore De Luis, twee Italiaanse graffitikunstenaars die haar portret op de Afscheidingsmuur in Bethlehem hadden geschilderd, moesten het land verlaten en werd terugkeer tien jaar lang ontzegd.

#### 2023
Tijdens de oorlog tussen Hamas en Israël in de Gazastrook werd Tamimi door het Israëlisch leger op 5 november 2023 gearresteerd in Nabi Saleh op de Westelijke Jordaanoever, op verdenking van betrokkenheid bij terroristische activiteiten en het aanzetten tot haat. Volgens Israëlische media zou ze op sociale media lokale Joodse kolonisten met de dood bedreigd hebben. Haar moeder ontkende de beschuldiging en verklaarde dat het gebaseerd was op een nepbericht op sociale media. In een gevangenenruil met door Hamas gegijzelden werd ze op 30 november vrijgelaten.